# 미국 대륙 횡단 항공편
미국 대륙 횡단 항공편(transcontinental flight)은 미국 서해안의 공항과 미국 동해안의 공항을 비행하는 항공편을 의미한다. 1911년 캘브레스 페리 로저스(Calbraith Perry Rodgers)가 처음 성공했는데, 그는 뉴욕시 브루클린 십셰드 베이(Sheepshead Bay)에서 1911년 9월 17일 16시 30분에 이륙하여 1911년 11월 5일 16시 4분 캘리포니아주 로스앤젤레스군 패서디나에 착륙했는데 도중에 중간 착륙을 70번이나 했고, 순수 비행 시간은 3일 10시간 14분이었다. 1923년 5월 2-3일에 존 A. 매크레디(John A. Macready)와 오클리 G. 켈리(Oakley G. Kelly)가 처음으로 무착륙 미국 대륙 횡단 비행에 성공했다.

## 같이 보기
- 세계 기록
- 대륙횡단철도